# Dixonius siamensis
Dixonius siamensis är en ödleart som beskrevs av  George Albert Boulenger 1899. Dixonius siamensis ingår i släktet Dixonius och familjen geckoödlor. Inga underarter finns listade i Catalogue of Life.